# Verwaltungsgemeinschaft Möckern-Loburg-Fläming
In de voormalige Verwaltungsgemeinschaft Möckern-Loburg-Fläming, gelegen in het district Jerichower Land, werkten twee gemeenten gezamenlijk aan de afwikkeling van hun gemeentelijke taken.

## Deelnemende gemeenten
- Möckern, Stad *
- Schopsdorf

* = Bestuurszetel van de Verwaltungsgemeinschaft

## Geschiedenis
De Verwaltungsgemeinschaft werd op 1 juli 2012 opgeheven na de annexatie van Schopsdorf door de gemeente Genthin waarna Möckern werd omgevormd tot eenheidsgemeente. Daarmee werd de laatste Verwaltungsgemeinschaft in Saksen-Anhalt opgeheven.